# Marchesato (Calabria)

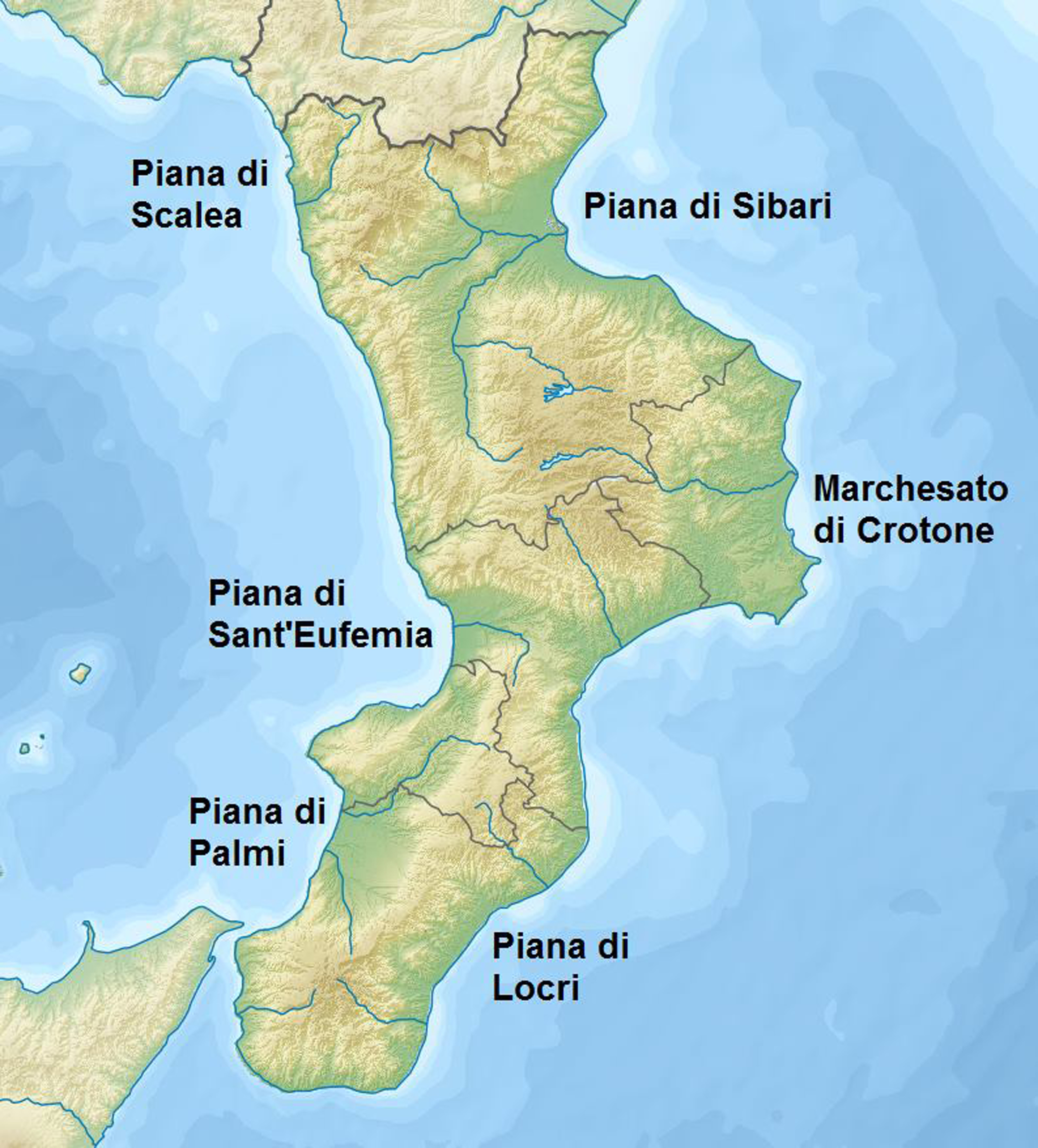
Posizione geografica del Marchesato Crotonese

Il Marchesato  è una regione storica e geografica della Calabria situata in provincia di Crotone.

## Geografia

### I confini del Marchesato

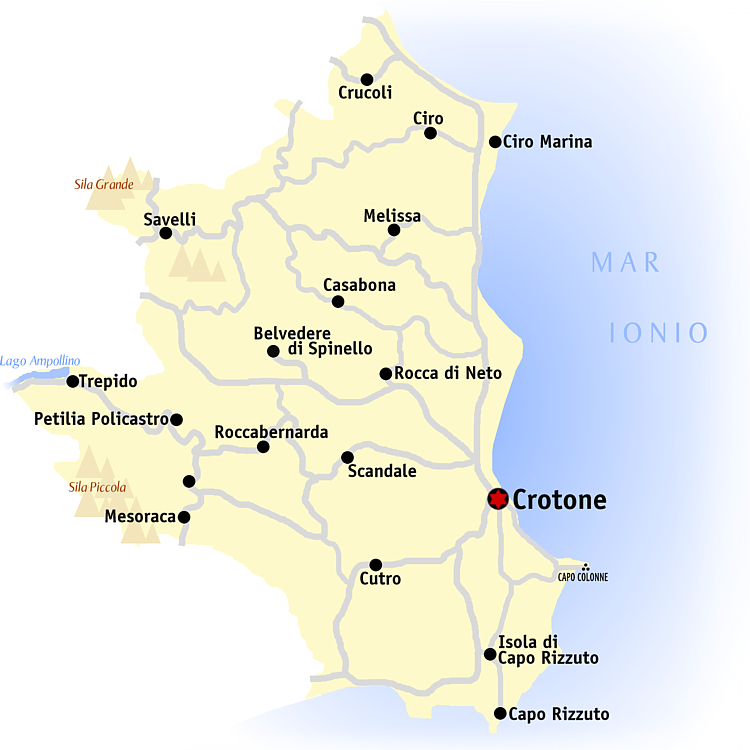
Provincia di Crotone

Originariamente con il termine Marchesato si denominava quella porzione di territorio compresa tra  i fiumi Tacina e Neto avente come confine occidentale una linea ideale corrispondente al meridiano 16º50'E (poco più a ovest di Roccabernarda); tuttavia attualmente si è soliti includere anche la zona che va fino al torrente Lipuda o anche oltre fino a Crucoli.
Il Marchesato costituisce inoltre il territorio più ad est della Calabria, con estremità orientale il promontorio di Capo Colonna.

### Territorio
Proteso nel Mar Ionio, il Marchesato è caratterizzato sostanzialmente dalla presenta di rilievi collinari di modesta altitudine (in media alti 250 metri) e da alcune zone pianeggianti, soprattutto nei pressi delle foci dei fiumi Tacina, Neto e Lipuda.
Il litorale del Marchesato si può dividere in tre zone:
- La costa che va dal confine settentrionale del Marchesato fino a Crotone è caratterizzata perlopiù da spiagge sabbiose, spesso ampie, e da un mare poco profondo e digradante con un fondo sabbioso.
- La costa che va a sud di Crotone fino a Praialonga è caratterizzata da una costa più ripida e frastagliata spesso caratterizzata da scogliere a strapiombo sul mare, anche se non mancano alcune caratteristiche spiagge dislocate soprattutto tra un promontorio e un altro; il fondale marino è basso e digradante.
- La costa che va da Praialonga fino alla foce del Tacina è nuovamente caratterizzata da un litorale perlopiù sabbioso; il fondale marino è basso e digradante.

## Clima
Essendo vicino al mare, il Marchesato ha un clima più umido rispetto al resto della Calabria.

## Luoghi di interesse

### Luoghi di interesse naturalistico
- ZPS Marchesato e Foce del Neto

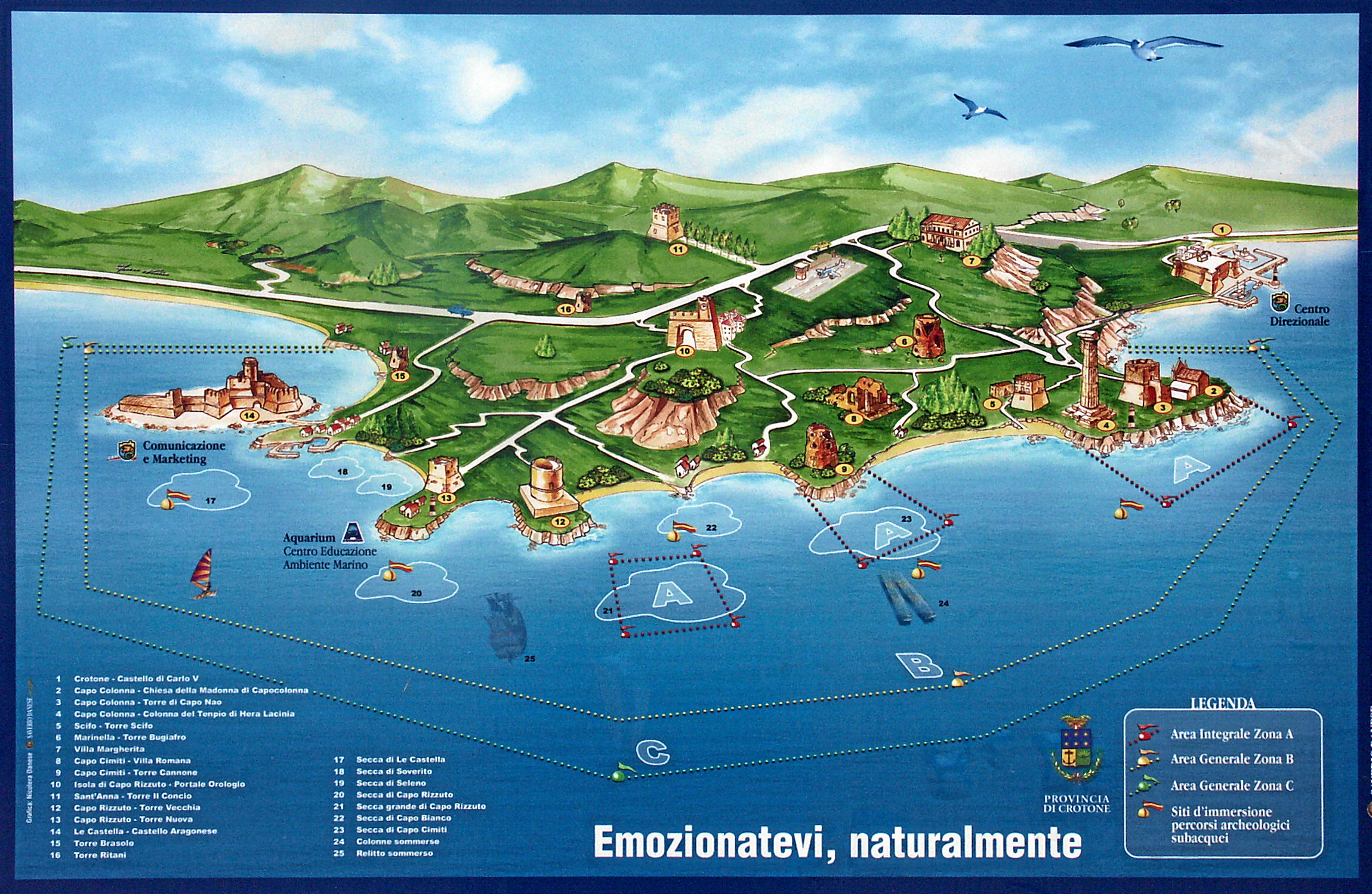
Mappa schematica della riserva marina di Capo Rizzuto

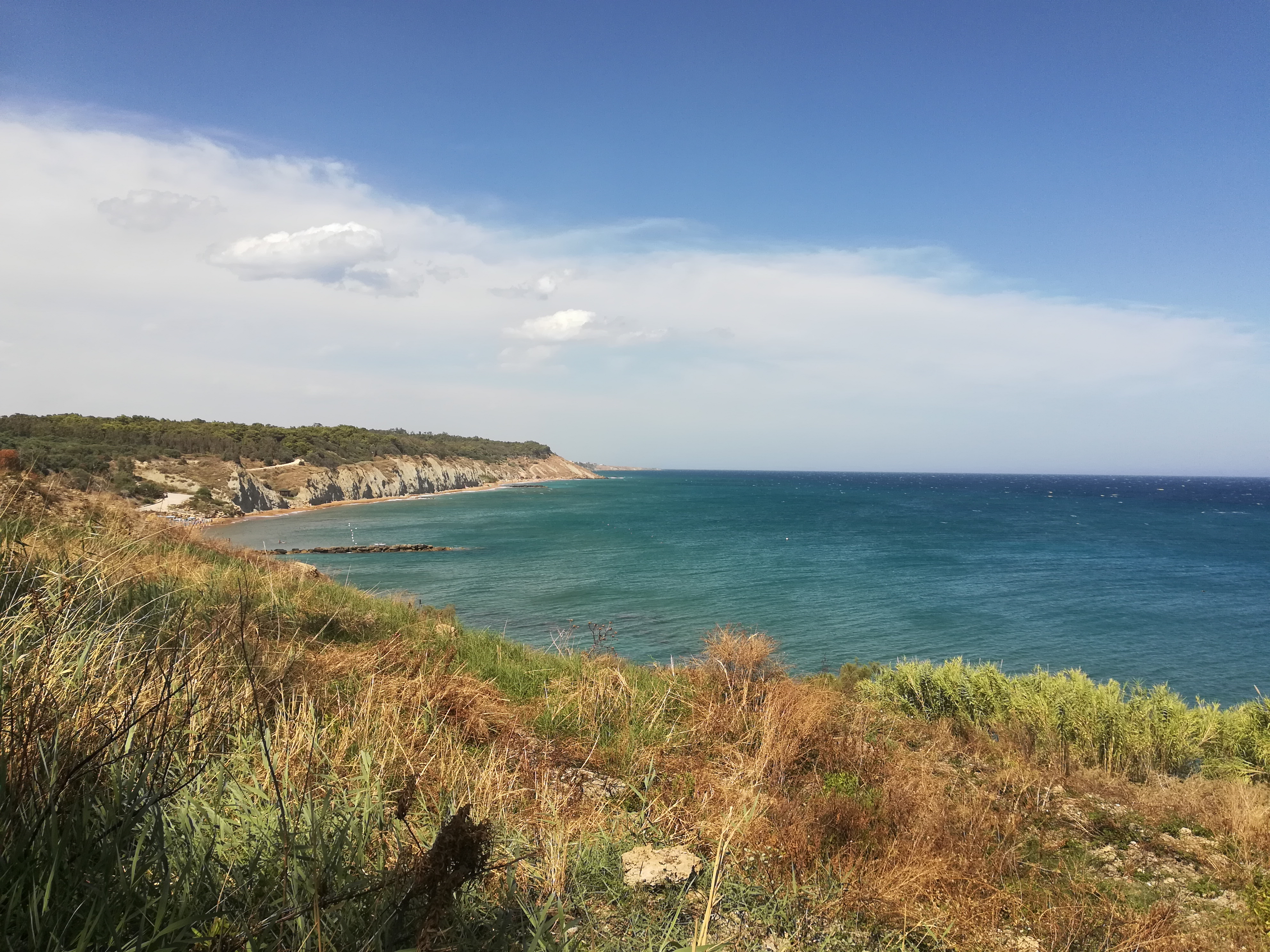
La costa nei pressi di Capobianco

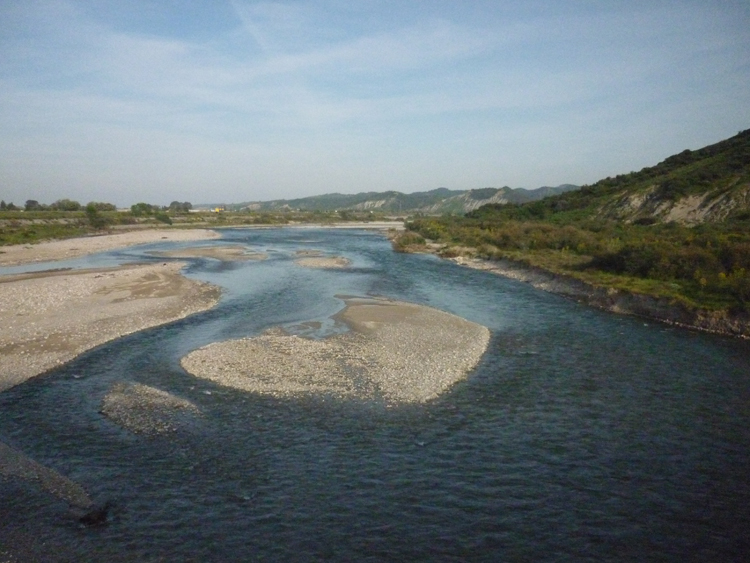
Il fiume Neto nei pressi di Santa Severina

- Area naturale marina protetta Capo Rizzuto: zona di mare nei pressi di Capo Rizzuto costituisce un'area marina protetta istituita nel 1991 ed estesa per quasi 15.000 ettari (la maggiore d'Italia)[3].
- Diapiri salini di Zinga: considerati come i "Custodi della storia del Mar Mediterraneo" perché al loro interno sono conservate le tracce del medesimo mare durante la crisi di salinità del Messiniano, che portò alla deposizione del sale e all conseguente formazione delle rocce evaporitiche; tale importanza geologica ha portato all’istituzione di un Geosito (Geosito dei Diapiri salini di Zinga) riconosciuto dall'Istituto superiore per la protezione e la ricerca ambientale come di interesse internazionale[4].
- Calanchi del Marchesato: sono situati fra Roccabernarda e Cutro e sono percorsi dall’antica “Viam Veteram”, che univa quello che oggi è Cutro con l’entroterra[5].

### Luoghi di interesse architettonico

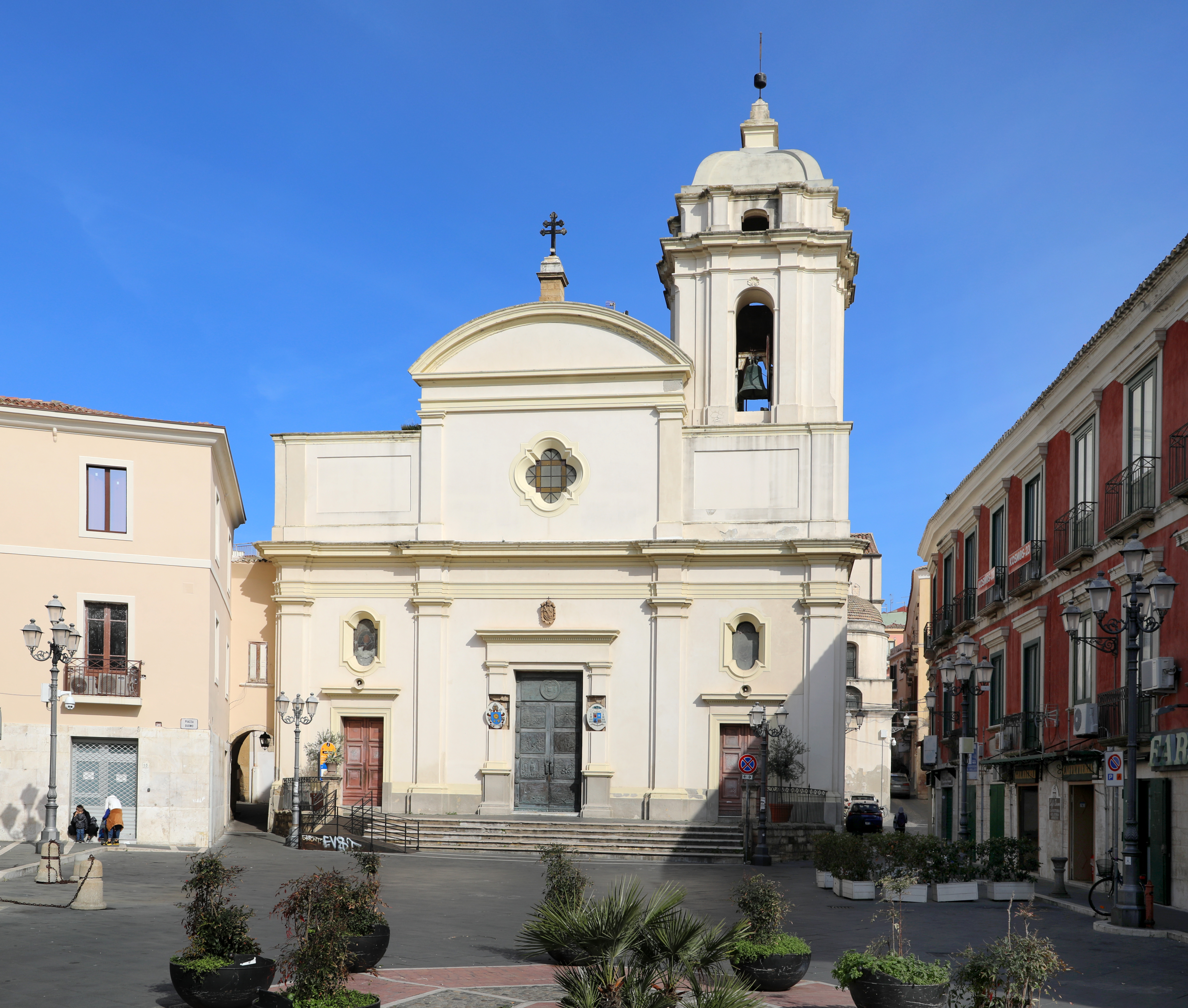
Il duomo di Crotone

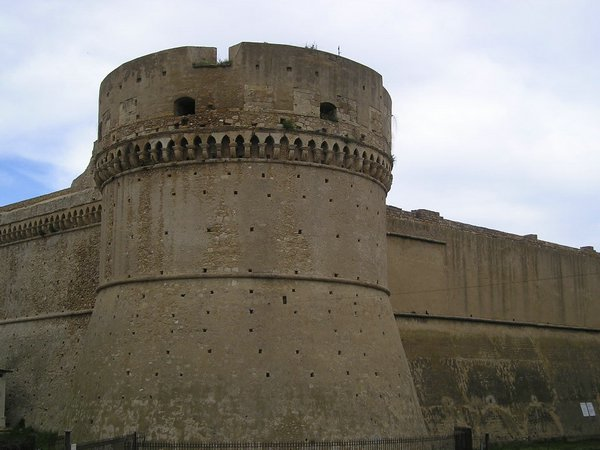
Il castello di Crotone

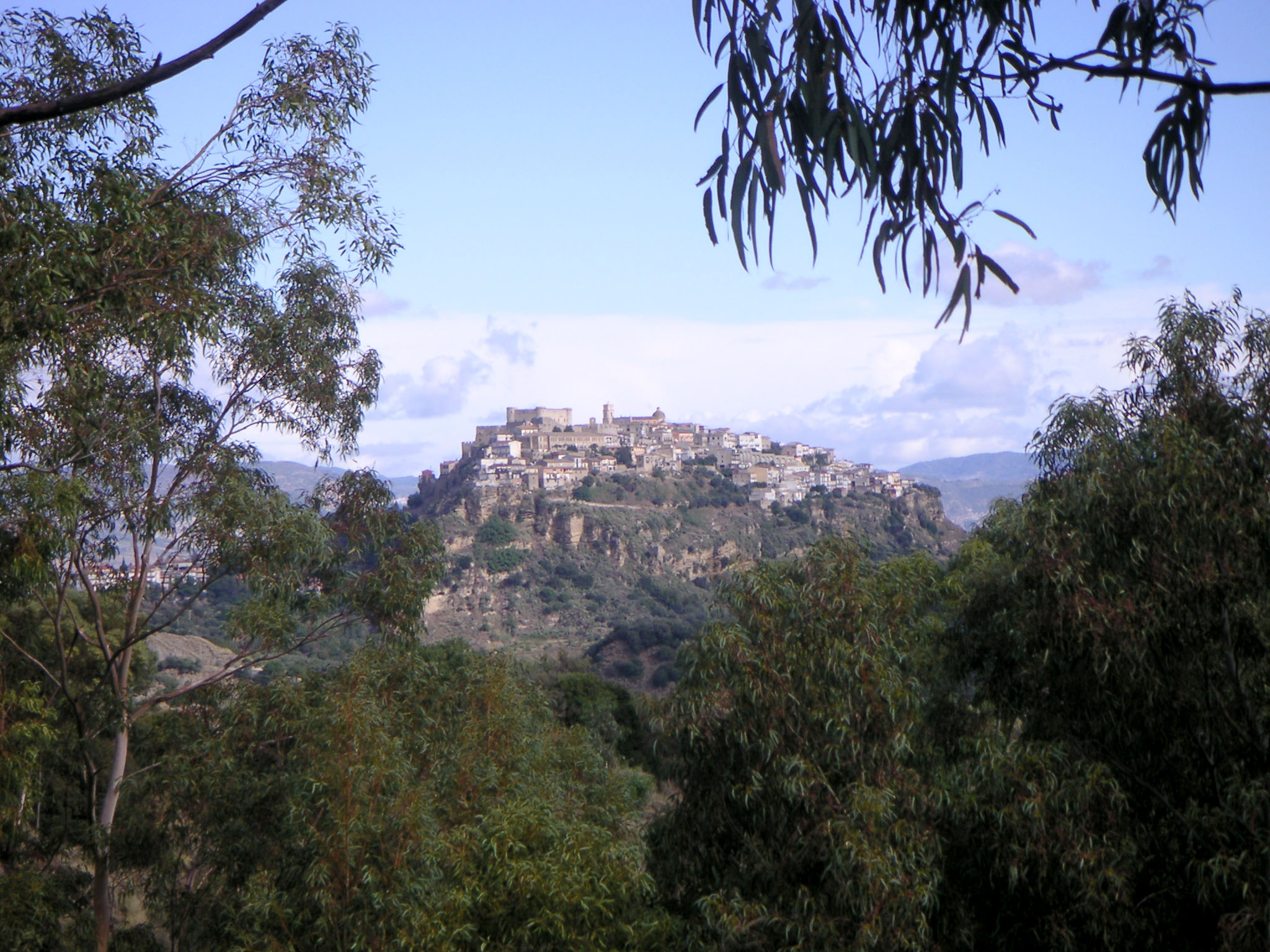
Santa Severina

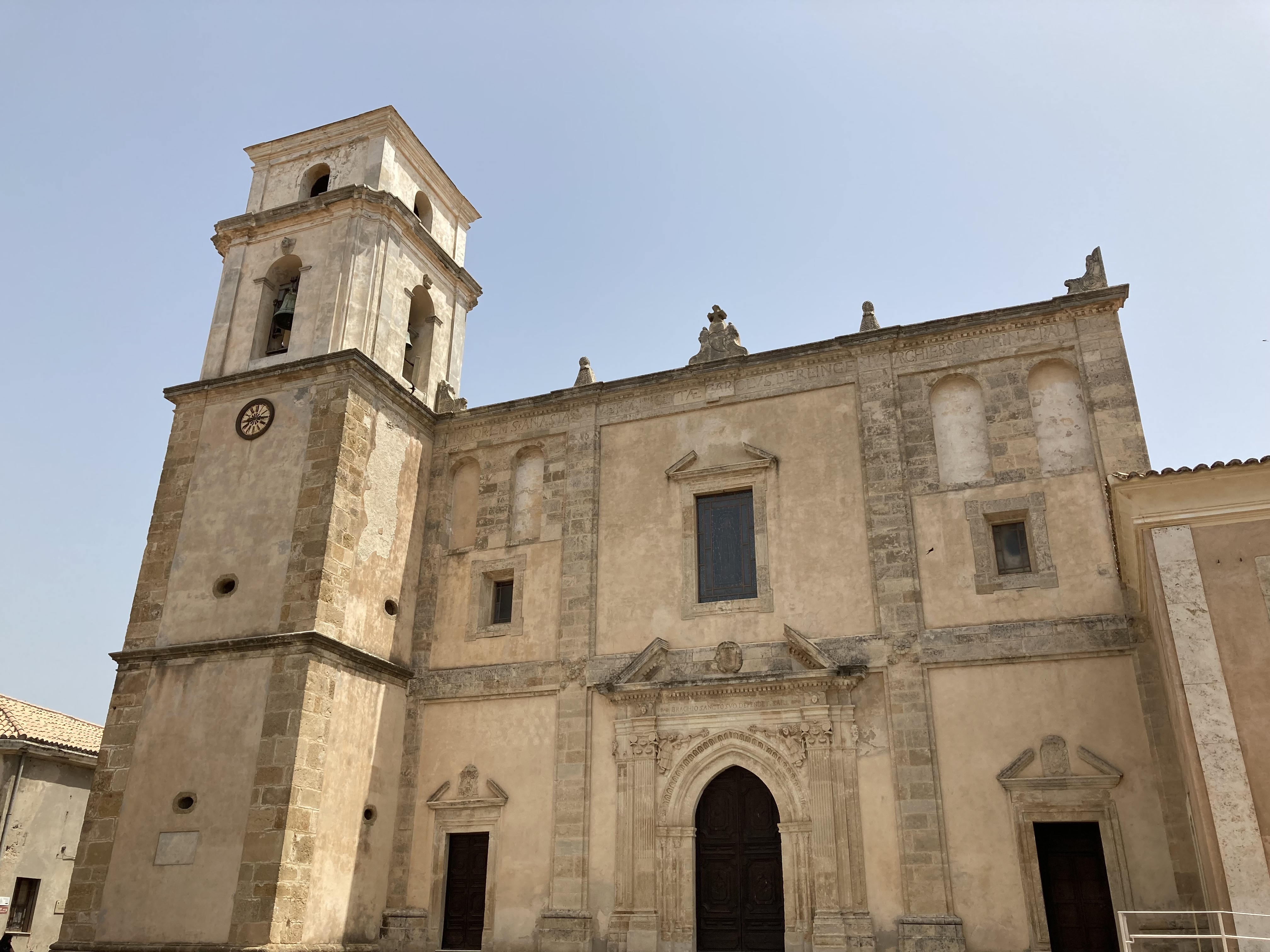
Facciata e campanile della Concattedrale di Sant'Anastasia a Santa Severina

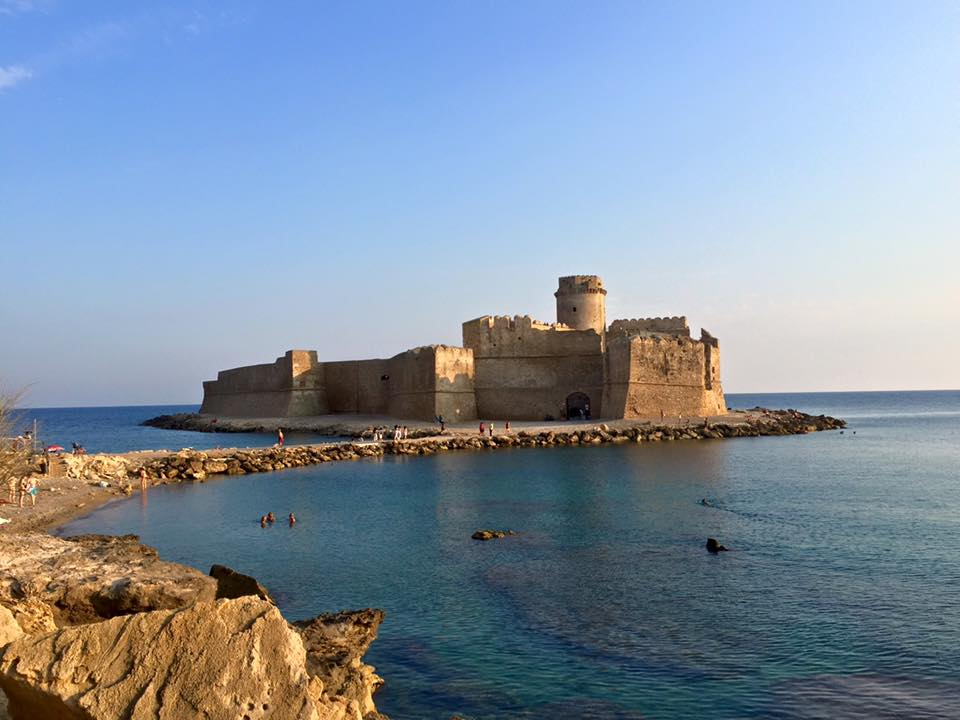
Le Castella

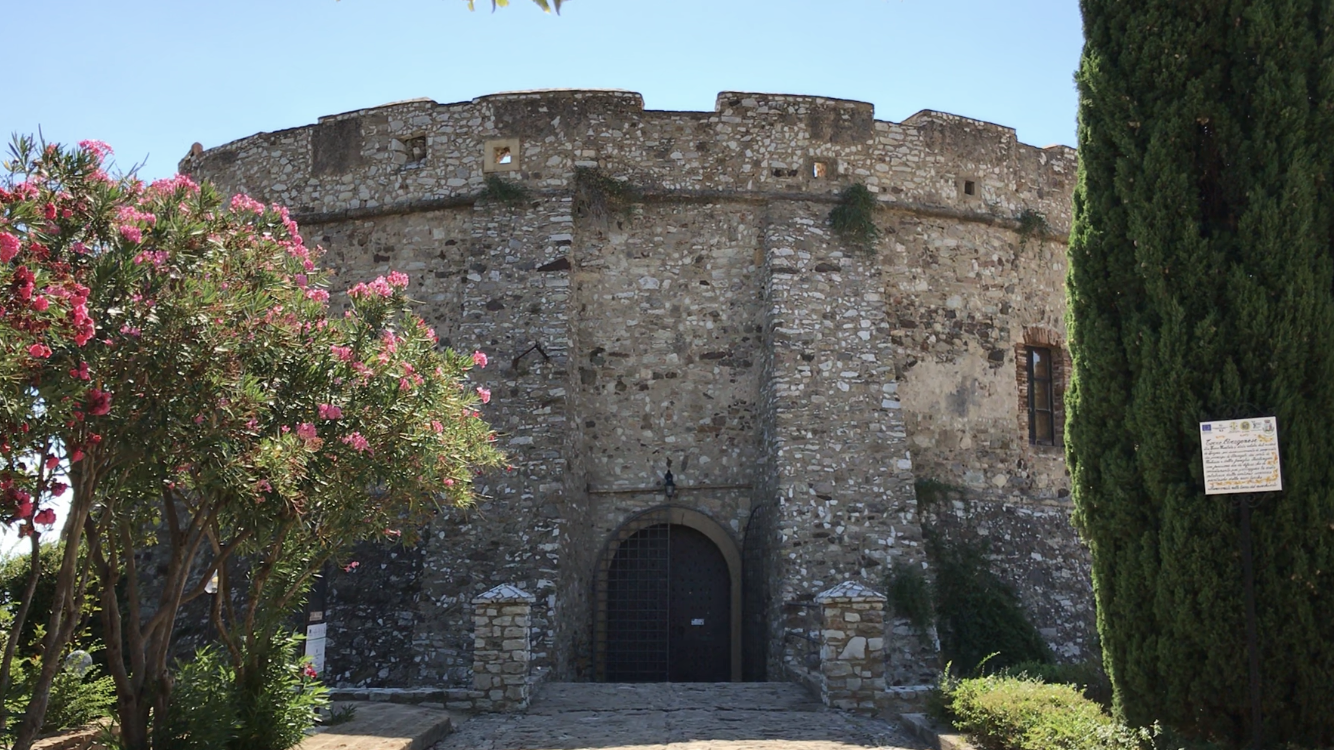
La Torre Aragonese di Melissa

- La Cattedrale di Santa Maria Assunta a Crotone.
- Il borgo medievale di Santa Severina.
- Le Castella

### Luoghi di interesse archeologico

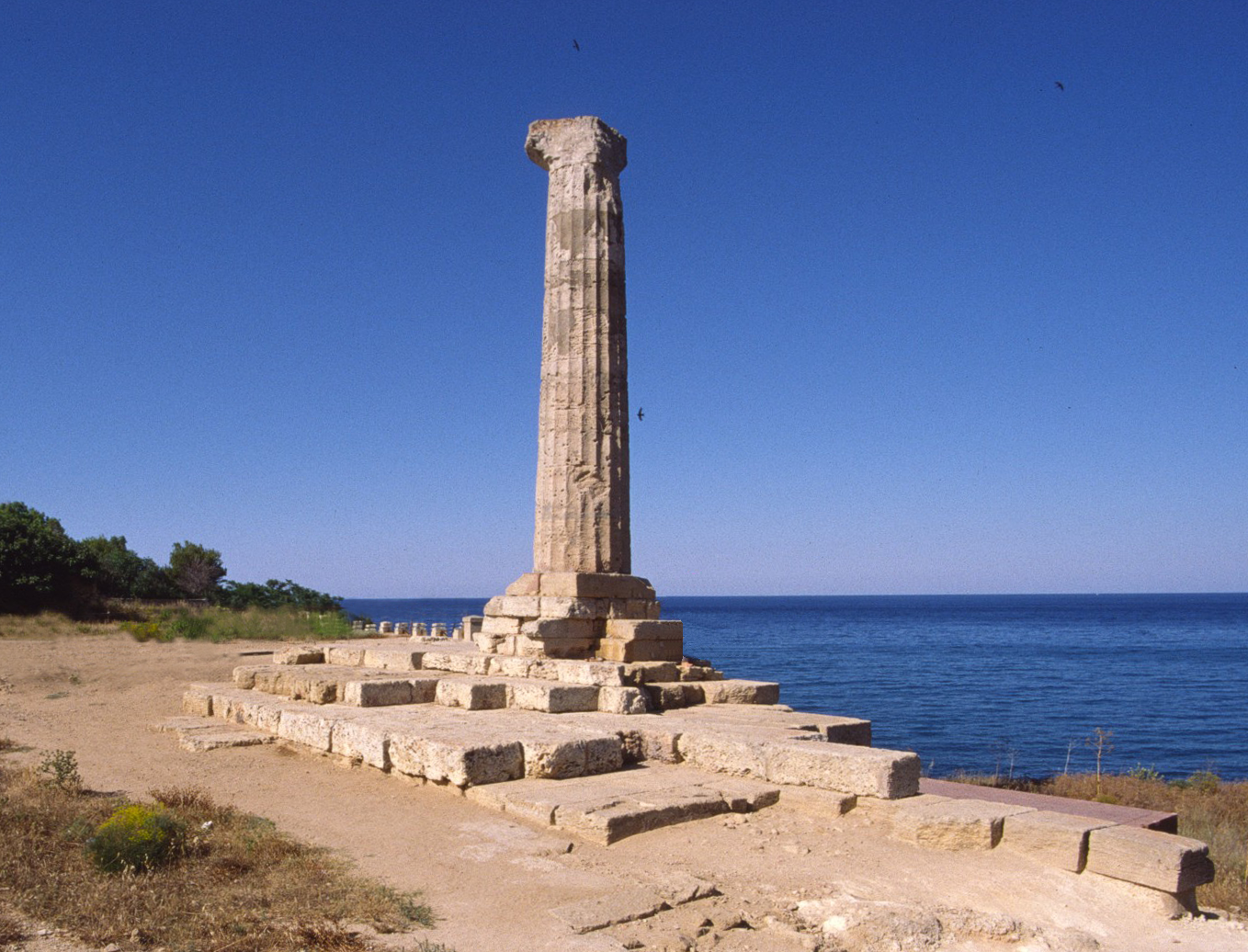
Capo colonna

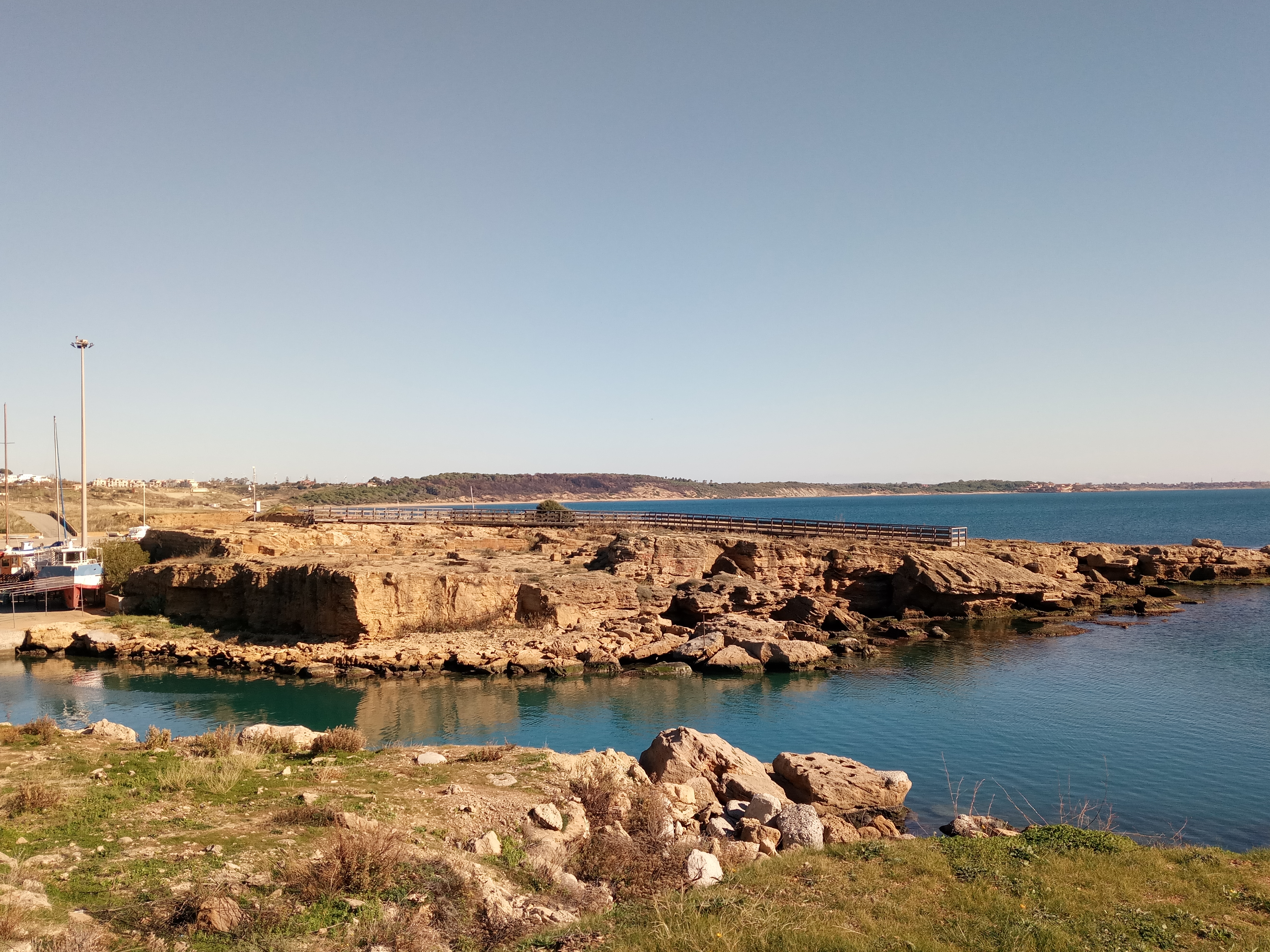
Le cave greche

- Area archeologica di Capo Colonna: l’area comprende i resti del tempio greco di Hera Lacinia e degli edifici attigui ed è riconosciuto come monumento nazionale[6].
- Krimisa: piccola città della Magna Grecia risalente probabilmente al VII secolo a.C. situata nell'area di Punta Alice, nel territorio comunale di Cirò Marina.
- Cave greche di Le Castella: vennero create dagli antichi greci per l’estrazione di tufo e arenaria, usati a scopo edilizio, presenti in abbondanza nel Marchesato.